# Redutor globoidal

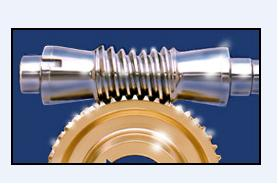
Redutor Globoidal

Redutor Globoidal é um redutor de velocidade específico, constituído pela engrenagem de uma roda dentada com um parafuso sem-fim. 

## Origem
O redutor globoidal pode ser considerado a terceira geração do redutor de coroa e parafuso sem-fim, que surgiu primeiramente sem envolvência da coroa ou do sem-fim. Posteriormente, na segunda geração, foi introduzida envolvência da coroa e na terceira geração foi adicionada a envolvência do sem-fim.
|                                                      |  |  |
| Evolução da concepção dos redutores coroa e sem-fim. |  |  |

## Desempenho
A geometria do redutor globoidal é concebida de maneira a obter o máximo de envolvência possível, gerando uma área de contato entre coroa e sem-fim até 12,5 vezes maior em relação a redutor de primeira geração.
Todo o esforço depositado em um dente da coroa (geralmente confeccionada em bronze, por ser um material de baixo coeficiente de atrito, porém de baixa resistência mecânica frente ao aço) em um redutor normal é distribuído em Z/8 do redutor, o que eleva consideravelmente a capacidade de acionamento, pois estes esforços são menores, gerando menos calor, aumentando em muito a vida útil do redutor, mesmo aumentando sua capacidade frente a um redutor de 2ª geração, ou seja, um redutor pequeno que transmite torque mais elevado.

### Exemplo teórico
Se em um redutor convencional com redução 1:40 é imposto um esforço de 1 kgfm por dente da coroa.
No redutor globoidal este esforço seria de apenas 0,2 Kgfm, pois com uma coroa de 40 dentes a envolvência seria de 5 dentes {\displaystyle (Z/8=40/8=5)}, o que nos possibilita aumentar sua carga em equivalência para 5 Kgfm (teórico).
Com esta tecnologia abre-se espaço para emprego de outros materiais com menor coeficiente de atrito, tais como alguns tipos de polímeros.
|  |  |

### Economia em tamanho
Este redutor necessita de muito menos matéria prima para ser produzido para alcançar o mesmo desempenho de um redutor de rodas dentadas, o que traz menor necessidade de consumo de matéria prima, menor tempo de usinagem, menor gasto de energia para fabricação e menor peso.
Por outro lado, a eficiência de transmissão deste tipo de engrenagem ainda é geralmente reduzida se comparada a outras configurações como pares de rodas dentadas, ou seja, as perdas de potência por atrito são mais elevadas. Isto se deve ao movimento de rotação do sem-fim em um eixo não paralelo ao da roda dentada, o que provoca intenso deslizamento entre as superfícies.